# Gerd Höhler
Gerd Höhler (* 1949 in Wuppertal) ist ein deutscher Journalist.
Höhler studierte Publizistik, Germanistik und Soziologie in Münster und Köln.
Er begann seine berufliche Laufbahn als Reporter, Redakteur und Moderator beim Westdeutschen Rundfunk. Ab 1977 war er als Korrespondent im WDR-Hauptstadtstudio Bonn tätig.
Seit 1979 lebt Höhler in Athen. Er arbeitet als Korrespondent für Griechenland, die Türkei und Zypern für mehrere deutsche Tageszeitungen, darunter den Tagesspiegel und das Handelsblatt; bis 2013 war er auch Korrespondent für die Stuttgarter Zeitung.

## Schriften
- Begegnung mit Griechenland. Econ, München 1982
- Klaus D. Francke: Die Kykladen. Text von Gerd Höhler. DuMont, Köln 1983